# 제4차 콘스탄티노폴리스 공의회
제4차 콘스탄티노폴리스 공의회는 교황 하드리아노 2세와 로마 황제 바실리오스가 콘스탄티누폴리스 총대주교직 임명 문제를 논의하기 위해 소집했다. 여기서 이전 황제 미하일이 해임시킨 총대주교 이그나티오스가 복직되고 미하일이 임명한 총대주교 포티오스가 해임되었다. 또 이 자리에서는 성상(聖像)에 대한 엄격한 숭배를 재확인하였다.